# 6969 Santaro
6969 Santaro este un asteroid din centura principală de asteroizi.

## Descriere
6969 Santaro este un asteroid din centura principală de asteroizi. A fost descoperit pe 4 noiembrie 1991 la Kiyosato de Satoru Ōtomo. El prezintă o orbită caracterizată de o semiaxă mare de 2,20 ua, o excentricitate de 0,03 și o înclinație de 7,1° în raport cu ecliptica.